# Dragutin Barić (glazbenik)
Dragutin Barić (1950. – 13. veljače 2014.), hrvatski rock glazbenik.

## Životopis
Rođen je 1950. godine. Svirao je klavijature i pjevao u originalnim postavama rock sastava WEM (osnovana 25. listopada 1972.) i Grupe BUM! koje su djelovale u Brodu ranih 1970-ih, kad je rock glazba bila etablirani popularni kulturni fenomen.